# Бланко, Маркос Деннис
Маркос Деннис Бланко (исп. Marcos Dennis Blanco; род. 24 марта 1992 года, Игероте, Миранда, Венесуэла) — венесуэльский парадзюдоист. Бронзовый призёр летних Паралимпийских игр 2024 года в Париже.

## Биография
Потерял зрение из-за пулевого ранения. В 2013 году начал заниматься паралимпийским дзюдо.
27 августа 2021 года принял участие на летних Паралимпийских играх 2020 в Токио в весовой категории до 60 кг. В 1/8 финала победил алжирца Исхака Ульдкуйдера, в четвертьфинале — чемпиона Паралимпиады-2016, узбекского дзюдоиста Шерзода Намозова. В полуфинале уступил казахстанцу Ануару Сариеву, а в матче за «бронзу» — турку Реджепу Чифтчи.
5 сентября 2024 года принял участие на летних Паралимпийских играх 2024 в Париже в весовой категории до 60 кг (класс J1). В четвертьфинале проиграл индийцу Капилу Пармару. В утешительном финале победил китайца Чжу Шивэня, а матче за третье место — индонезийца Джунаеди и завоевал бронзовую медаль Паралимпиады-2024.

## Спортивные результаты
| Год  | Турнир                          | Место проведения | Категория       | Место |
| ---- | ------------------------------- | ---------------- | --------------- | ----- |
| 2014 | Чемпионат мира                  | Колорадо-Спрингс | до 60 кг        | 18    |
| 2018 | Чемпионат мира                  | Одивелаш         | до 60 кг        | 20    |
| 2021 | Летние Паралимпийские игры 2020 | Токио            | до 60 кг        | 5     |
| 2022 | Чемпионат мира                  | Баку             | до 60 кг, J1    | 3     |
| 2023 | ПараПан Американские игры       | Сантьяго         | до 60 кг, J1/J2 | 9     |
| 2024 | Летние Паралимпийские игры 2024 | Париж            | до 60 кг, J1    | 3     |
| 2025 | Чемпионат мира                  | Астана           | до 64 кг, J1    | 1     |